# Show Me Love (America)
Show Me Love (America) è un singolo del gruppo musicale britannico The Wanted, pubblicato il 25 ottobre 2013 come quinto estratto dal terzo album in studio Word of Mouth.
La canzone è stata scritta da Nathan Sykes, Tim Woodcock, Kasper Larsen, Mich Hansen, Ole Brodersen.

## Tracce
- Download digitale

1. Show Me Love (America) – 3:27

## Classifiche
| Classifica (2013) | Posizione massima |
| ----------------- | ----------------- |
| Regno Unito       | 8                 |